# Agitations hongroises de 2006

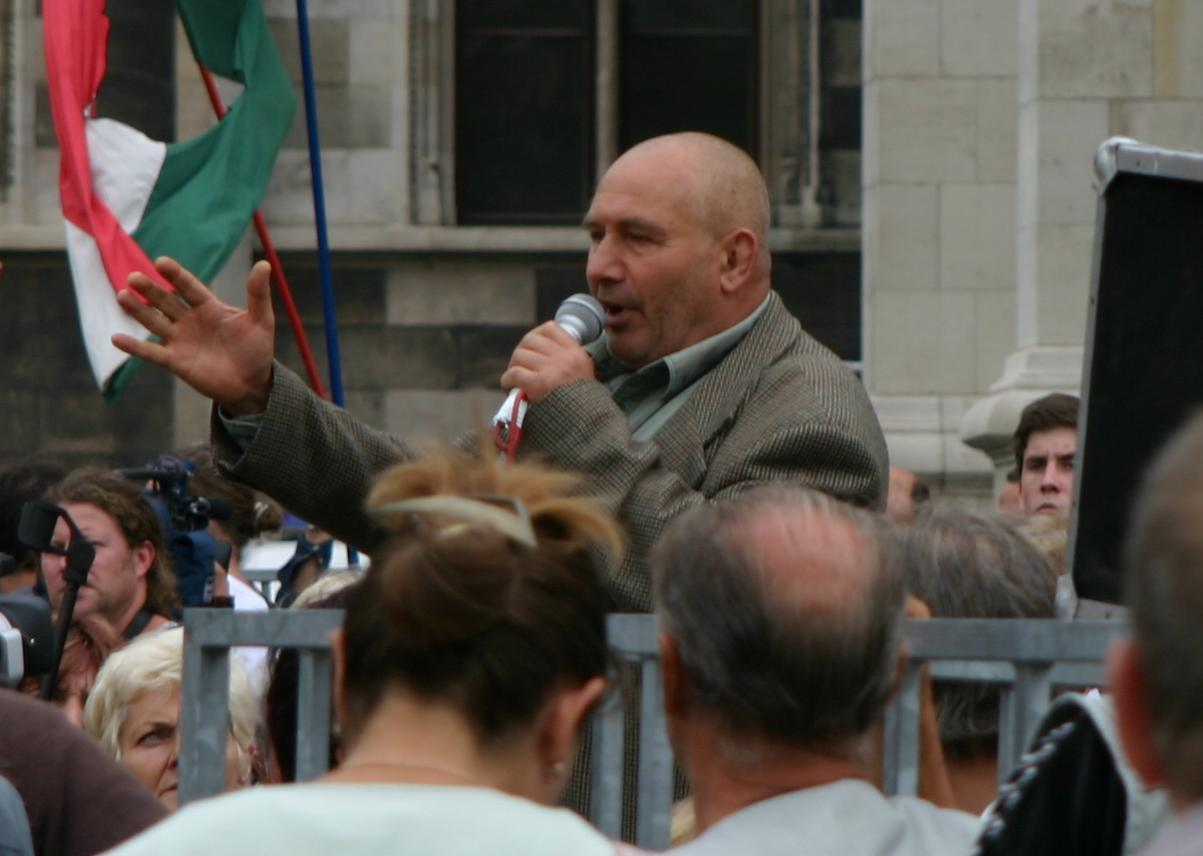
György Ekrem-Kemál en train de faire un discours devant le Parlement hongrois

Les agitations hongroises de 2006 sont une série de manifestations qui ont été provoquées par la révélation du discours confidentiel du Premier ministre hongrois Ferenc Gyurcsány dans lequel il reconnaît avoir « menti » aux Hongrois pour gagner les élections de 2006. Les manifestants pacifiques sont rejoints par des bandes de casseurs qui commencèrent divers saccages. À Budapest, ils occupèrent et pillèrent la station de télévision publique hongroise, vandalisèrent des voitures et des vitrines de magasins et affrontèrent les forces de police pendant la première et la seconde nuit des événements.
Les protestations et les démonstrations paisibles ont manqué de soutien politique significatif, et semblaient quasi-spontanées, bien que des groupes d'extrême droite tentent de tirer leur épingle du jeu en essayant de gagner en influence et en clamant leurs slogans.

## Enregistrement sonore

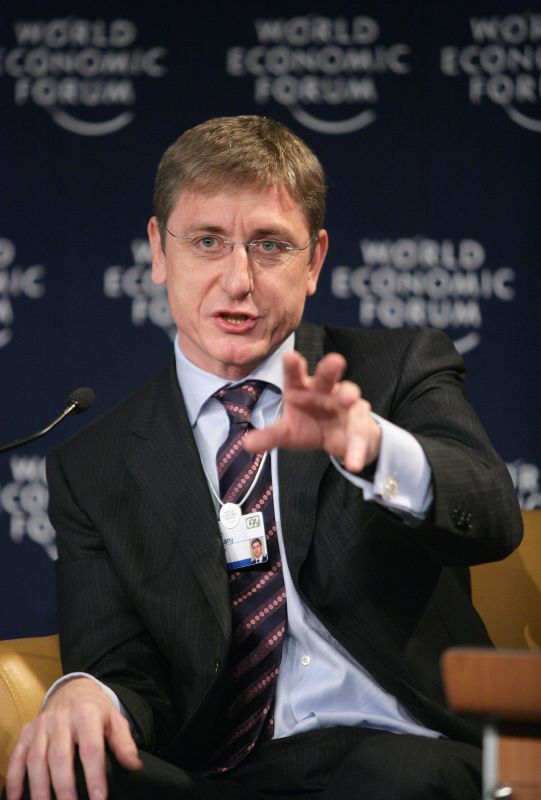
Ferenc Gyurcsány à Davos en 2007

Le 17 septembre 2006, la Magyar Rádió transmet un enregistrement qui avait été capté lors d'un débat à huis clos durant un congrès des membres socialistes du parlement hongrois (MSZP) qui se tenait le 26 mai 2006 à Balatonőszöd, durant lequel le Premier ministre hongrois Ferenc Gyurcsány a tenu des propos parfois cyniques :

« Nous n'avons plus le choix. Non pas parce que nous avons foiré. Non pas un peu, mais totalement. Aucun pays européen n'a fait une connerie aussi colossale que nous [« en laissant filer les déficits publics »]. Évidemment, nous avons menti tout au long de ces dix-huit derniers mois. Il était parfaitement clair que ce que nous disions n'était pas vrai. Nous n'avons rien fait depuis quatre ans, rien. Vous ne pouvez citer une seule mesure significative dont nous pouvons être fier, à part le fait que nous nous sommes sortis de la merde à la fin [« en remportant les élections »],  »

Le Premier ministre confirme l'authenticité de l'enregistrement et met ses propos en ligne sur son blog, mais il déclare dans Le Monde qu'il s'agissait d'« un monologue dramatique avec beaucoup de passion, d'unilatéralité et d'exagération » et qu'« il s'agit de faire bouger une équipe. C'est mal comprendre ce discours que de penser qu'il s'agit d'un aveu d'avoir menti concrètement ».

## Manifestations
Le 17 septembre, des personnes se rassemblent devant le parlement en demandant au Premier ministre de démissionner. Le nombre de manifestants atteignit 2 000 personnes vers minuit. Une petite centaine est allée à la résidence du président, mais elle s'est retirée par la suite. La manifestation spontanée était totalement pacifique.
Le 18 septembre, à la suite de cet enregistrement sonore et du fait que le Premier ministre et/ou son parti n'étai(en)t pas disposé(s) à démissionner, une manifestation s'est déroulée près du Parlement hongrois. Approximativement 10 000 manifestants exigèrent la démission de Gyurcsány et de son parti pour avoir menti pendant toute cette période et durant la campagne pour gagner les prochaines élections.
Après 23 heures, un petit groupe de manifestants essayèrent de s'introduire dans les bâtiments de télévision publique (Magyar Televízió) à Szabadság Tér, pour annoncer leurs revendications à l'antenne de façon pacifique. Après qu'on leur a refusé d'entrer, un plus petit groupe composé majoritairement de hooligans et d'extrémistes attaquèrent les forces de police. Il a été ordonné aux unités de police anti-émeute de sécuriser le bâtiment et le périmètre, de disperser la foule avec des gaz lacrymogènes, des matraques et des canons à eau. Les policiers bloquèrent l'entrée principale mais furent incapables d'arrêter les assaillants.

### 20 septembre
Budapest
Manifestation pacifique devant le Parlement.

### 23 septembre
Budapest
20 000 à 50 000 personnes manifestent pacifiquement dans la soirée devant le Parlement pour réclamer la démission de Ferenc Gyurcsany. Cette manifestation, la plus importante depuis les six jours précédents, s'est déroulée sans incident et s'est terminée à deux heures du matin.
Les organisateurs avaient demandé aux manifestants d'afficher un ruban blanc pour démontrer leur esprit de non-violence et leur désir de vérité. Le parti conservateur Fidesz ayant annulé son rassemblement, une partie de ses sympathisants ont rejoint cette manifestation.

## Conséquences
En dépit de ces manifestations qui sont les pires émeutes qu'a connu la Hongrie depuis la fin du communisme, Ferenc Gyurcsany décide de ne pas démissionner. Sous pression de Bruxelles, le gouvernement est contraint d'annoncer des mesures d'austérité très impopulaires - notamment hausses d'impôts et baisses des subventions - pour réduire le déficit public record du pays, dans la perspective d'une adoption de l'euro.